# 1410

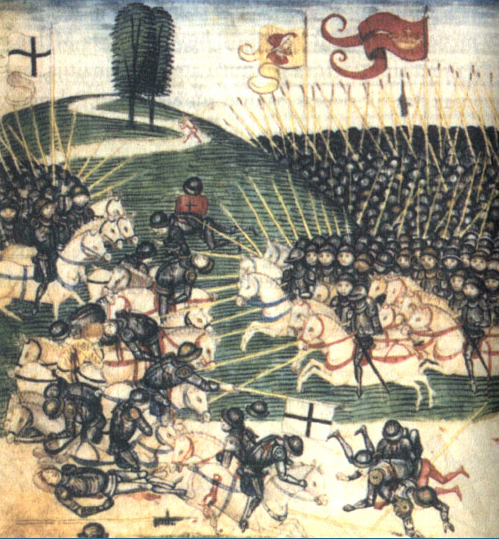
Slag bij Tannenberg

Het jaar 1410 is het 10e jaar in de 15e eeuw volgens de christelijke jaartelling.

## Gebeurtenissen
april
- 15 - Op de bruiloft van Bernard VII van Armagnac met de dochter van hertog Karel van Orléans wordt een alliantie gesmeed tegen de Bourgondische hertog Jan zonder Vrees.

mei
- 15 - De Universiteit van St Andrews wordt gesticht.

juni
- juni - Stefanus van Palts trouwt met Anna van Veldenz.

juli
- 15 - Slag bij Tannenberg: Polen en Litouwen, onder Wladislaus II Jagiello van Polen en Vytautas, verslaan de Duitse Orde. De Duitse Orde zal nooit meer de macht krijgen die zij voorheen had.

augustus
- 10 - In Hamburg wordt een stadsparlement (de Hamburgische Bürgerschaft) opgericht.
- 15 - Karel van Armagnac trouwt met Bonne van Armagnac. Versterking van het verbond gericht tegen Jan zonder Vrees.

november
- 2 - Verdrag van Bicêtre: De Armagnacs en de Bourguignons dienen zich beiden naar hun eigen gebied terug te trekken.
- 4 - Graaf Willem VI van Holland benoemt Willem Eggert tot heer van de Hoge heerlijkheid van Purmerend, Purmerland en Ilpendam.

zonder datum
- Na de dood van Martinus I ontstaat in Aragon een interregnum waarin 5 verschillende troonpretendenten elkaar bestrijden.
- Na de dood van koning Ruprecht van de Palts wordt het paltsgraafschap aan de Rijn verdeeld onder zijn zonen. Lodewijk III krijgt de keurpalts, Johan Palts-Neumarkt, Stefanus Palts-Simmern-Zweibrücken en Otto Palts-Mosbach.
- De feitelijke macht in Engeland komt in handen van Hendrik, de zoon van koning Hendrik III.
- Weimar ontvangt stadsrechten.
- Het astronomisch uurwerk van Praag wordt geplaatst.
- kloosterstichting: Onze Lieve Vrouwe van het Besloten Hof (Herentals)
- oudst bekende vermelding: Beukelaar

## Opvolging
- patriarch van Alexandrië (Grieks) - Michaëlis III opgevolgd door Pachomius II
- Baden-Hachberg - Hesso opgevolgd door zijn zoon Otto II
- Bourbon - Lodewijk II opgevolgd door zijn zoon Jan I
- patriarch van Constantinopel - Mattheus I opgevolgd door Euthymius II
- Duitse Orde - Ulrich van Juningen opgevolgd door Hendrik de Oudere van Plauen
- Heilige Roomse Rijk (verkiezing 18 mei) - Ruprecht van de Palts opgevolgd door Jobst van Moravië
- Lippe - Simon III opgevolgd door zijn zoon Bernhard VI
- Münsterberg - Bolko III opgevolgd door zijn zoons Jan en Hendrik II
- Rijnpalts - Ruprecht III opgevolgd door zijn zoon Lodewijk III
- tegenpaus (Bologna) - Alexander V opgevolgd door Balthasar Cosa als Johannes XXIII
- Teschen - Przemysław I Noszak opgevolgd door zijn zoon Bolesław I

## Bouwkunst

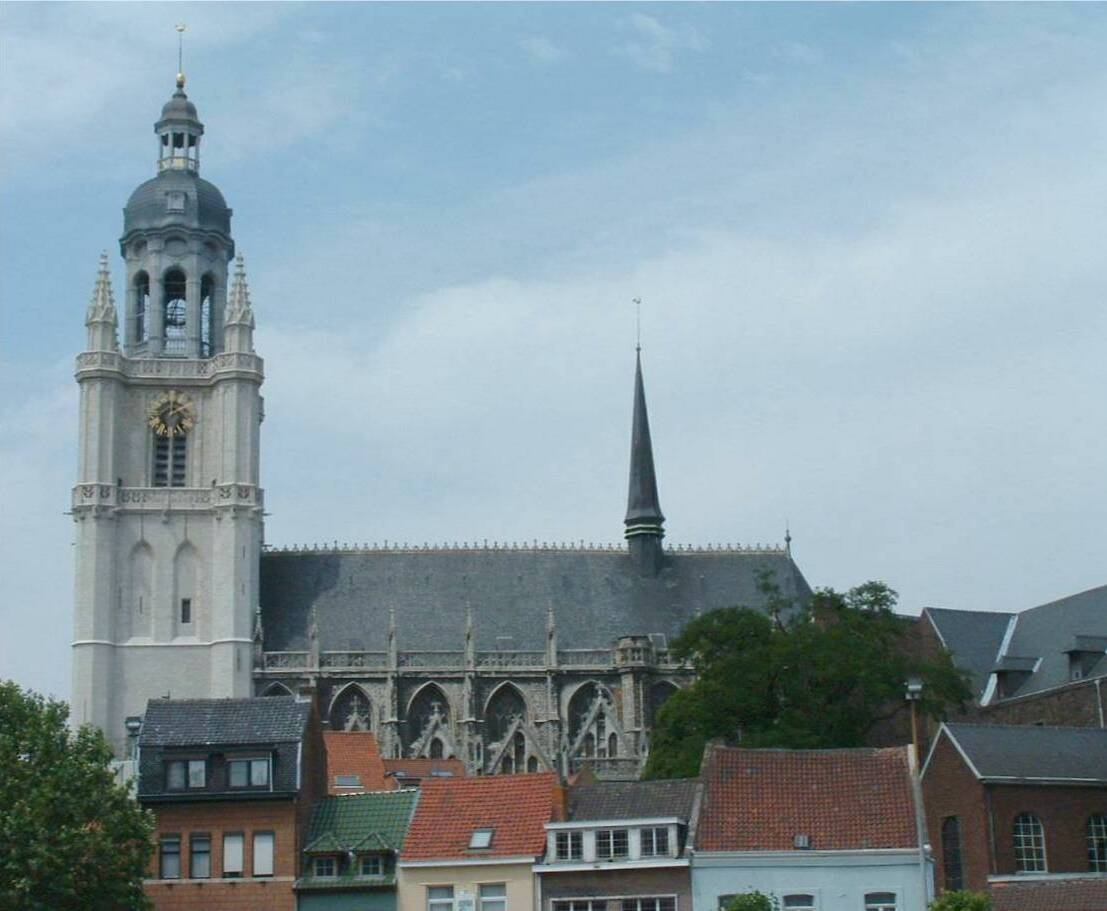
Sint-Martinusbasiliek Halle (bouw 1341-1467, inwijding 1410)
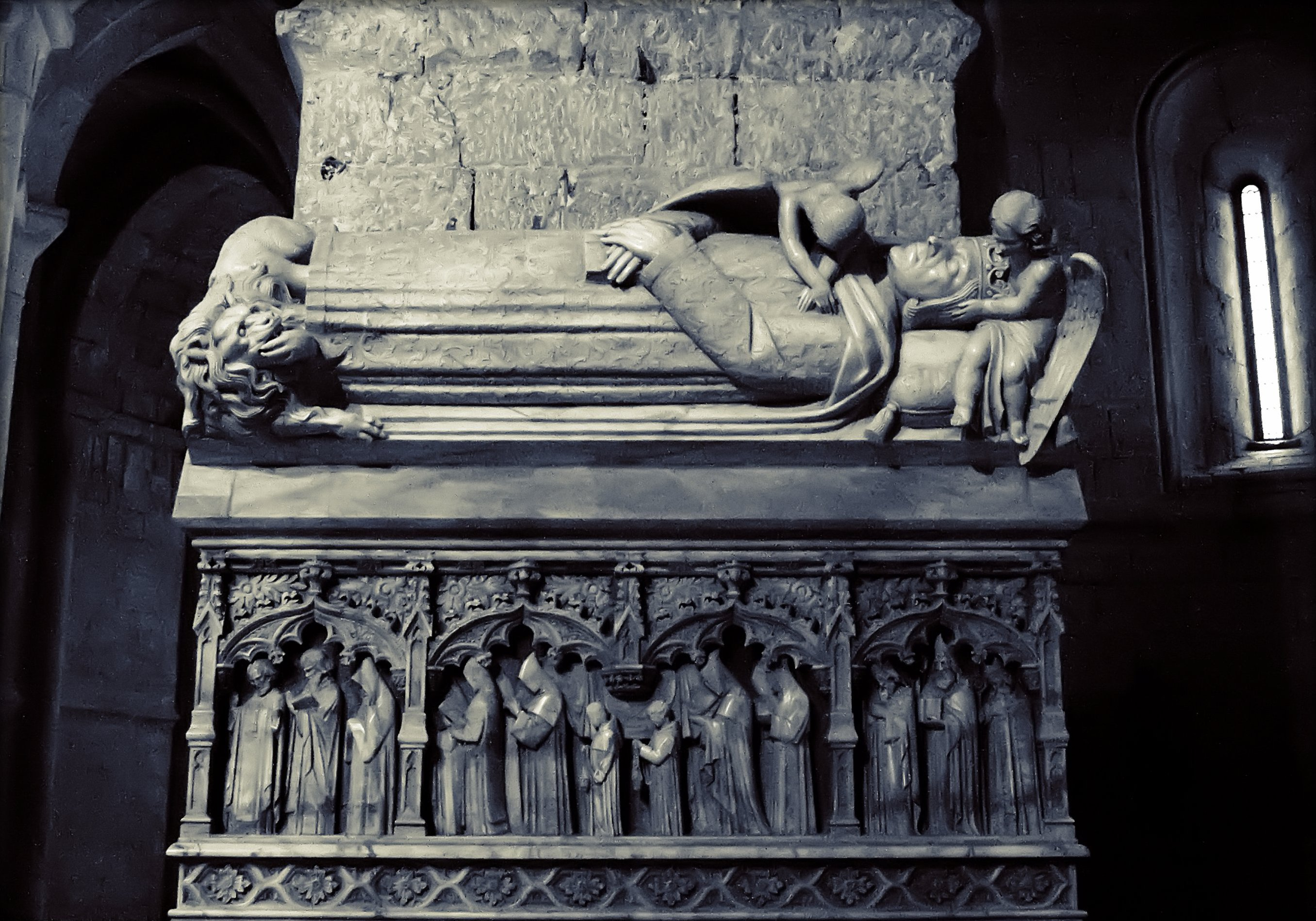
Graf van Martinus van Aragon
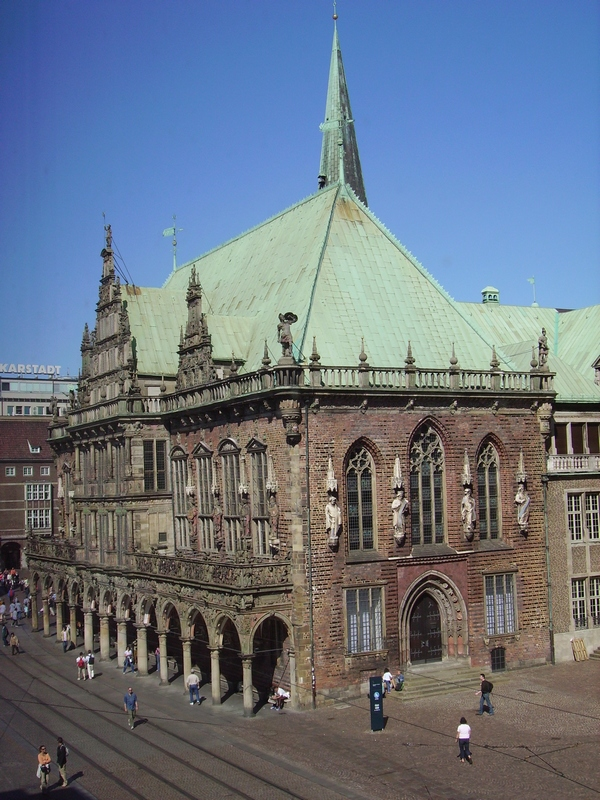
Stadhuis van Bremen, gebouwd 1405-1410

## Geboren
- 14 juli - Arnold van Egmont, hertog van Gelre (1423-1465, 1471-1473)
- 1 augustus - Jan IV van Nassau, Duits edelman
- Diederik von der Recke, Duits edelman
- Jan III van Lannoy, Vlaams edelman
- Lekë Dukagjini, Albanees prins
- Louw Donia, Fries edelman
- Masuccio Salernitano, Italiaans dichter
- Antonius Hanneron, Zuid-Nederlands geestelijke en diplomaat (jaartal bij benadering)
- Dirk Bouts, Hollands schilder (jaartal bij benadering)
- Domenico Veneziano, Italiaans schilder (jaartal bij benadering)
- Jean Delemer, Zuidnederlands beeldhouwer (jaartal bij benadering)
- Johann Pupper, Gelders kerkhervormer (jaartal bij benadering)
- Johannes Mentelin, Duits drukker (jaartal bij benadering)
- Johannes Ockeghem, Zuid-Nederlands componist (jaartal bij benadering)
- Margaretha van Brandenburg, Duits edelvrouw (jaartal bij benadering)

- Bartolomeus Fanti, Italiaans geestelijke (overleden 1475)

## Overleden
- 26 januari - Bartolo di Fredi (~79), Italiaans schilder
- 12 maart - Willem IV van Bronckhorst, Gelders edelman
- 4 mei - Alexander V (~69), tegenpaus (1409-1410)
- 11 mei - Boudewijn II van Nieppe (~64), Bourgondisch geestelijke
- 18 mei - Ruprecht van de Palts, koning van Duitsland (1400-1410) en paltsgraaf aan de Rijn
- 19 mei - Catharina van Buren, Gelders edelvrouw
- 23 mei - Przemysław I Noszak, Silezisch edelman
- 31 mei - Martinus I (53), koning van Aragon (1396-1410) en Sicilië (1409-1410)
- 13 juni - Bolko III van Münsterberg, Silezisch edelman
- 15 juli - Ulrich van Jungingen (~50), grootmeester van de Duitse Orde (1407-1410)
- 16 augustus - Francesco di Marco Datini (~75), Italiaans koopman
- 19 augustus - Lodewijk II van Bourbon (73), Frans edelman
- Arnau Descolomer, Aragonees geestelijke en staatsman
- Hesso van Hachberg, Duits edelman
- John Beaufort (~39), Engels edelman
- Simon III van Lippe, Duits edelman
- Sjoerd Wiarda, Fries edelman
- Jacob van Tienen, Brabants bouwmeester (vermoedelijke jaartal)
- Johannes Tapissier, Bourgondisch componist (jaartal bij benadering)
- Melchior Broederlam, Vlaams schilder (jaartal bij benadering)

## Trivia
- De fictieve Antwerpenaar Jan zonder Vrees zou in 1410 geboren zijn